# Campionat del món de ciclisme en pista de 1971
El Campionat Mundial de Ciclisme en Pista de 1971 es va celebrar a Varese (Itàlia) del 25 al 31 d'agost de 1971.
Les competicions es van celebrar al Velodromo Luigi Ganna de Varese. En total es va competir en 11 disciplines, 9 de masculines i 2 de femenines.

## Resultats

### Masculí

#### Professional
| Prova                 | Or                              | Argent                        | Bronze                     |
| Velocitat individual  | Leijn Loevesijn · Països Baixos | Robert Van Lancker · Bèlgica  | Giordano Turrini · Itàlia  |
| Persecució individual | Dirk Baert · Bèlgica ·          | Charly Grosskost · França ·   | Hugh Porter · Regne Unit · |
| Darrere moto          | Theo Verschueren · Bèlgica      | Jacob Oudkerk · Països Baixos | Domenico De Lillo · Itàlia |

#### Amateur
| Prova                     | Or                                                                              | Argent                                                                   | Bronze                                                           |
| Velocitat individual      | Daniel Morelon · França                                                         | Serhí Kravtsov · Unió Soviètica                                          | Ivan Kučírek · Txecoslovàquia                                    |
| Persecució individual     | Martín Emilio Rodríguez · Colòmbia                                              | Josef Fuchs · Suïssa                                                     | Giacomo Bazzan · Itàlia                                          |
| Persecució per equips     | Itàlia · Pietro Algeri · Giacomo Bazzan · Giorgio Morbiato · Luciano Borgognoni | RDA · Thomas Huschke · Heinz Richter · Herbert Richter · Uwe Unterwalder | RFA · Udo Hempel · Peter Vonhof · Jürgen Colombo · Günter Haritz |
| Quilòmetre contrarellotge | Eduard Rapp · Unió Soviètica ·                                                  | Peder Pedersen · Dinamarca ·                                             | Pierre Trentin · França ·                                        |
| Tàndem                    | RDA · Hans-Jürgen Geschke · Werner Otto                                         | RFA · Jürgen Barth · Rainer Müller                                       | França · Pierre Trentin · Daniel Morelon                         |
| Darrere moto              | Horst Gnas · RFA                                                                | Rainer Podlesch · RFA                                                    | Gaby Minneboo · Països Baixos                                    |

### Femení
| Prova                 | Or                                 | Argent                            | Bronze                         |
| Velocitat individual  | Galina Tsareva · Unió Soviètica    | Galina Ermolaeva · Unió Soviètica | Iva Zajíčková · Txecoslovàquia |
| Persecució individual | Tamara Garkuchina · Unió Soviètica | Keetie Hage · Països Baixos       | Iva Zajíčková · Txecoslovàquia |

## Medaller
| Pos. | País           | Or | Plata | Bronze | Total |
| 1    | Unió Soviètica | 3  | 2     | 0      | 5     |
| 2    | Bèlgica        | 2  | 1     | 0      | 3     |
| 3    | Països Baixos  | 1  | 2     | 1      | 4     |
| -    | RFA            | 1  | 2     | 1      | 4     |
| 5    | França         | 1  | 1     | 2      | 4     |
| 6    | RDA            | 1  | 1     | 0      | 2     |
| 7    | Itàlia         | 1  | 0     | 3      | 4     |
| 8    | Colòmbia       | 1  | 0     | 0      | 1     |
| 9    | Dinamarca      | 0  | 1     | 0      | 1     |
| -    | Suïssa         | 0  | 1     | 0      | 1     |
| 11   | Txecoslovàquia | 0  | 0     | 3      | 3     |
| 12   | Regne Unit     | 0  | 0     | 1      | 1     |
|      |                | 11 | 11    | 11     | 33    |